# Sam Payne
Pour les articles homonymes, voir Payne.
Pas d'image ? Cliquez ici

a Compétitions nationales et continentales officielles uniquement.

b Matchs officiels uniquement.
Dernière mise à jour le 9 novembre 2024.
 Samuel John Payne, né le 11 novembre 1971 à Sydney, est un joueur de rugby à XV qui a joué avec l'équipe d'Australie. Il évoluait au poste de demi de mêlée.

## Carrière

### En équipe nationale
Il a disputé un test match le 22 juin 1996 contre le pays de Galles. Son dernier test match fut contre l'Écosse, le 9 novembre 1996.

## Palmarès
- 7 test matchs avec l'équipe d'Australie